# Ермолино (Смоленская область)
Ермолино — деревня в Рославльском районе Смоленской области России. Входит в состав Рославлького сельского поселения. Население — 10 жителей (2007 год). 
Расположена в южной части области в 19 км к северу от Рославля, в 10 км восточнее автодороги А141 Орёл — Витебск, на берегу реки Острик. В 10 км юго-западнее деревни расположена железнодорожная станция Крапивенская на линии Смоленск — Рославль. 

## История
В годы Великой Отечественной войны деревня была оккупирована гитлеровскими войсками в августе 1941 года, освобождена в сентябре 1943 года.